# Circunscrições eclesiásticas católicas do Chile
A Igreja Católica no Chile compreende cinco províncias eclesiásticas, cada uma liderada por um arcebispo. As províncias são, por sua vez, subdivididas em 19 dioceses e 5 arquidioceses cada uma encabeçada por um bispo ou um arcebispo. Há também uma Prelazia Territorial, um Vicariato Apostólico e um Ordinariato Militar.

## Conferência Episcopal do Chile

### Província Eclesiástica de Antofagasta
- Arquidiocese de Antofagasta
  - Diocese de San Marcos de Arica
  - Diocese de Iquique
  - Diocese de San Juan Bautista de Calama

### Província eclesiástica de Concepción
- Arquidiocese de Concepción
  - Diocese de San Bartolomé de Chillán
  - Diocese de Santa María de Los Ángeles
  - Diocese de Temuco
  - Diocese de Valdivia
  - Diocese de Villarrica

### Província eclesiástica de La Serena
- Arquidiocese de La Serena
  - Diocese de Copiapó
  - Prelazia Territorial de Illapel

### Província eclesiástica de Puerto Montt
- Arquidiocese de Puerto Montt
  - Diocese de Osorno
  - Diocese de Punta Arenas
  - Diocese de San Carlos de Ancud

### Província eclesiástica de Santiago do Chile
- Arquidiocese de Santiago do Chile
  - Diocese de Linares
  - Diocese de Melipilla
  - Diocese de Rancagua
  - Diocese de San Bernardo
  - Diocese de San Felipe
  - Diocese de Talca
  - Diocese de Valparaíso

### Jurisdições Sui iuris
- Ordinariato Militar do Chile
- Vicariato Apostólico de Aysén